# Mouloud Kacem Naît Belkacem
Pour les articles homonymes, voir Kacem et Belkacem.
Mouloud Kacem Naît Belkacem (en arabe : مولود قاسم نايت بلقاسم né le 6 janvier 1927 à Ighil Ali, Algérie, et mort le 27 août 1992) dit  Mouloud Kassim est un homme politique, philosophe, historien, écrivain et Idéologue algérien, défenseur de la langue arabe, de l'Islam et du nationalisme algérien.

## Biographie
Originaire du village Belayel (belaaguel), (Ighil Ali, Algérie), il apprend le Coran et la langue arabe dès son jeune âge, il fait des études à Tunis et au Caire où il obtient une licence en philosophie. Il fréquente alors la Sorbonne pour enrichir ses connaissances. Membre des Académies de langue arabe de Jordanie, d’Égypte et de Syrie, rejoint la révolution algérienne en 1954, il est promu ministre des Affaires religieuses et des Wakfs, chargé du Haut conseil de la langue arabe après l'indépendance de l'Algérie. Il a contribué à la promotion et l’enrichissement de l’identité algérienne, de la préservation et la sauvegarde de la langue arabe dans sa dimension culturelle. Polyglotte, il a appris cinq langues.
Selon Naît Belkacem, l'État algérien existait depuis le XVe siècle et était une superpuissance redoutée et respectée des nations européennes.

## Fonctions
- 1970-1970, ministre des Habous.
- 1970-1977, ministre de l'Enseignement originel et des Affaires religieuses.
- 1977-1979, ministre auprès du président de la République, chargé des affaires religieuses.

## Œuvres
- Révolution algérienne et décolonisation, Constantine, El Baath, 1984[1].
- Personnalité internationale de l'Algérie et son autorité dans le monde avant 1830, Constantine, El Baath, 1985[3].